# Jette Simon
Jette Simon (* 28. Juli 2004 in Kaiserslautern) ist eine deutsche Radrennfahrerin, die Rennen auf Bahn und Straße bestreitet. 

## Sportlicher Werdegang
Seit 2015 ist Jette Simon im Leistungsradsport aktiv. 2021 hatte sie erste bundesweite Erfolge: Bei den deutschen Bahnmeisterschaften in Köln wurde sie jeweils Zweite im Zweier-Mannschaftsfahren (mit Lana Eberle) sowie im Teamsprint (mit Hannah Kunz und Anne Slosharek), und in der Mannschaftsverfolgung belegte sie mit Eberle, Elena und Fabienne Jährig Rang drei. Auf der Straße wurde sie jeweils Zweite im Straßenrennen sowie im Einzelzeitfahren der nationalen Juniorinnen-Meisterschaft. Es folgte die Nominierung für die Junioren-Europameisterschaften in Apeldoorn, wo sie mit Eberle Silber im Zweier-Mannschaftsfahren gewann. Bei den Bahnweltmeisterschaften der Junioren in Kairo errang sie den WM-Titel im Scratch. Dabei ließ sie „mit einem beherzten Ausreißmanöver“ in der 25. von insgesamt 30 Runden die Konkurrenz hinter sich.
2019 bis 2020 besuchte sie 6 Monate lang die Schule in Neuseeland und fuhr dort erfolgreich Rennen auf der Straße und der Bahn.
2022 belegte sie bei den Junioren-Weltmeisterschaften (mit Magdalena Fuchs, Justyna Czapla, Seána Littbarski-Gray und Hannah Kunz) in der Mannschaftsverfolgung Rang drei. Bei den U23-Europameisterschaften wurde sie mit Czapla Zweite im Zweier-Mannschaftsfahren und mit Fabienne Jährig, Lana Eberle, Lena Charlotte Reißner und Hanna Dopjans Dritte in der Mannschaftsverfolgung. Auf der Straße war sie mit der Mixed-Staffel bei den Junioren-Europameisterschaften aktiv: Gemeinsam mit Hannah Kunz, Louis Leidert und Fabian Wünstel errang sie die Silbermedaille.
2023 erhielt Simon einen Vertrag des Teams Maxx-Solar Rose Women Racing. Bei den deutschen Straßenmeisterschaften belegte sie in den Rennen der U-23 Platz vier im Zeitfahren und bei den im Rahmen der Drei-Länder-Meisterschaft 2023 ausgetragenen Straßenrennen Platz fünf.

## Ehrungen
Jette Simon besuchte das Heinrich-Heine-Gymnasium, eine Eliteschule des Sports, in Kaiserslautern, wo sie ihr Abitur ablegte; trainiert wurde sie von Frank Ziegler. 2022 wurde sie nachträglich als „Eliteschülerin des Jahres 2021“ ausgezeichnet. Im selben Jahr wurde sie neben Luca Spiegel als „Nachwuchssportlerin des Jahres“ von Rheinland-Pfalz geehrt. 2023 wurde sie erneut als Sportlerin des Jahres nominiert und gewann den 3. Platz.

## Erfolge

### Bahn
2021
- Junioren-Weltmeisterin – Scratch
- Junioren-Europameisterschaft – Zweier-Mannschaftsfahren (mit Lana Eberle)

2022
- Junioren-Weltmeisterschaft – Mannschaftsverfolgung (mit Magdalena Fuchs, Justyna Czapla, Seána Littbarski-Gray und Hannah Kunz)
- Junioren-Europameisterschaft – Zweier-Mannschaftsfahren (mit Justyna Czapla)
- Junioren-Europameisterschaft – Mannschaftsverfolgung (mit Fabienne Jährig, Lana Eberle, Lena Charlotte Reißner und Hanna Dopjans)

### Straße
2022
- Junioren-Europameisterschaft – Mixed Staffel (mit Hannah Kunz, Louis Leidert und Fabian Wünstel)